# Moungounga Nkombo Nguila
Pour les articles homonymes, voir Nguila.
Nguila Moungounga Nkombo, né le 9 novembre 1940 à Mouyondzi (Bouenza) et mort le 14 avril 2010 à Villiers-le-Bel, est un homme politique congolais (République du Congo). Membre de l'Union panafricaine pour la démocratie sociale, il a été le ministre de l'Économie et des Finances du président Pascal Lissouba, de 1992 à 1997. Il rejoint la France après le retour au pouvoir par la force de Denis Sassou-Nguesso ; jusqu'à son décès, il y est l'une des principales figures de l'opposition en exil, et est accusé à plusieurs reprises par le gouvernement congolais de fomenter un coup d'État.